# EMachines eOne
eMachines eOne — настольный компьютер-моноблок, разработанный американской фирмой eMachines и представленный в августе 1999 года. Обрёл известность благодаря внешнему сходству с iMac G3 цвета Bondi Blue производства Apple, несмотря на серьёзные различия во внутреннем устройстве. В 1999 году компания Apple подала в суд на eMachines за плагиат фирменного дизайна и выиграла через год дело, добившись прекращения выпуска eOne.

## Разработка и сбыт
Модель eOne была представлена официально 5 августа 1999 года. Её продажи начались в сети магазинов электроники Circuit City. По дизайну eOne очень напоминал iMac производства Apple вплоть до небесно-голубого цвета отдельных элементов, хотя официально утверждалось о том, что он разрабатывался не на основе iMac. Внутреннее устройство радикально отличалось от компьютера Apple.
Изначальная стоимость eOne составляла всего 799 долларов против 1199 долларов iMac. Покупателям, заключавшим 3-летнее соглашение с Интернет-провайдером CompuServe, предлагалась скидка-рабат 400 долларов. В Японии продажами eOne занималась компания Sotec, которая также утверждала, что внешний вид лишь частично отличается от дизайна iMac, в то время как в аппаратной составляющей были более серьёзные отличия.

## Характеристики
При визуальном внешнем сходстве с iMac внутреннее устройство eOne отличалось. В компьютере использовался процессор Celeron тактовой частотой 433 МГц и кэшем 128 КБ, объём памяти составлял 64 МБ. Были установлены жёсткий диск объёмом 6,4 ГБ, 24-скоростной CD-ROM-привод и привод для дискет. Присутствовал также разъём Ethernet-стандарта 10BASE-T, обеспечивавший высокоскоростное соединение к Интернету, и сетевой контроллер HomePNA. В качестве операционной системы использовалась Windows 98, в отличие от iMac, где основу составляла Mac OS. В программное обеспечение входила программа AnyPoint производства Intel, которая обеспечивала совместный доступ нескольких ПК к Интернету, доступ к принтерам или файлам, а также возможность организации сетевых игр.
Помимо этого, в комплектацию входили встроенные стереоколонки, 56K-модем, 15-дюймовый монитор с разрешением до 1024x768, видеокарта AGI объёмом памяти 8 МБ, входы для видео и аудио,, клавиатура холодного синего цвета с подсветкой и мышь с колёсиком. В целом по ряду характеристик eOne даже превосходил модель iMac.

## Судебная тяжба
Компания eMachines была не единственной, кто создавал компьютеры с дизайном, схожим с iMac. Незадолго до выхода Apple подала в суд на компании Future Power, Daewoo Group и Daewoo Telecom, разработавших E-Power. Аналогичные обвинения последовали и в адрес японской фирмы Sotec, которая продавала eOne по цене 267 долларов, что было ещё дешевле, чем у iMac. Японская корпорация отвергла все обвинения, настояв на том, что eOne не является плагиатом с чего-либо.
Вскоре Apple официально подала в суд на фирму eMachines, обвинив её в плагиате дизайна iMac. Представители Apple заявили, что продаваемый дешевле eOne был хуже по качеству и мог ввести в заблуждение пользователей, нанеся «непоправимый ущерб» фирме. Стив Джобс упрекнул eMachines в том, что они предпочли не создавать оригинальный дизайн, а скопировать наработки Apple. В своём иске Apple официально потребовала прекратить производство и продажу eOne. Рассмотрением дела занялся Федеральный суд в Сан-Хосе. Для eMachines ситуация усугублялась тем, что она готовилась к размещению первичного публичного предложения, и иск мог пошатнуть её позиции.
В марте 2000 года eMachines проиграла дело против Apple по поводу плагиата дизайна eOne, обязавшись прекратить производство и продажу eOne в том виде, в каком он был представлен. Аналогичного запрета Apple добилась и в отношении Daewoo и её модели E-Power. В 2007 году компания Gateway, которая приобрела тремя годами ранее eMachines, официально выпустила после доработки модель eOne в виде моноблока чёрного цвета с плоским экраном.